# I Troperne
I Troperne er en dansk stum dokumentarisk rejsefilm film fra 1910 produceret af Nordisk Films Kompagni. Filmens instruktør er ukendt.
Filmen viser Ceylon og dens indbyggere. Øen fremstilles som et muligt paradis, hvor indbyggerne kan leve en sorgløs tilværelse i et behageligt klima, og hvor hårdt arbejde udføres af elefanter. Filmen stiller dog spørgsmålstegn ved, om beboerne også er lykkelige.
Filmen blev i tysktalende lande distribueret som Aus den Tropen og i engelsktalende lande som From the Tropical Regions.